# Moggridgea tingle
Moggridgea tingle är en spindelart som beskrevs av Main 1991. Moggridgea tingle ingår i släktet Moggridgea och familjen Migidae.
Artens utbredningsområde är Western Australia. Inga underarter finns listade i Catalogue of Life.